# Mycodiplosis tremulae
Mycodiplosis tremulae är en tvåvingeart som beskrevs av Jean-Jacques Kieffer 1895. Mycodiplosis tremulae ingår i släktet Mycodiplosis och familjen gallmyggor. Inga underarter finns listade i Catalogue of Life.